# 云中街道
云中街道，原云中镇，是中华人民共和国山西省朔州市怀仁市下辖的一个乡镇级行政单位。

## 历史
云中镇原名城关镇，前身是1959年所设城关公社，后于1984年改为城关乡，1987年再改为城关镇。2001年，鹅毛口镇并入云中镇。
2021年5月，撤销云中镇，设立云西、云中、云东3个街道。以原云中镇的北坛西街、北坛东街、云中西街、农贸西街、迎宾西街、气象街、花园街、六小路、五里滩、怀河街10个社区居民委员会和东关、城内、西关、南七里寨4个村民委员会的行政区域为云中街道的行政区域，街道办事处驻仁人路523号（怀仁市教育大楼）。 

## 行政区划
云中镇下辖以下地区：
二道坡南路社区、二道坡北路社区、北坛东街社区、北坛西街社区、花园街社区、气象街社区、农贸西街社区、云中西街社区、六小路社区、五里滩社区、迎宾西街社区、云州西街社区、怀河街社区、军营路社区、云城街社区、三里庄村、秦城村、北窑村、南窑村、于家园村、西小寨村、甄庄村、管庄村、城内村、东关村、西关村、王卞庄村、羊圈沟村、窑子头村、石井村、北信庄村、小磨村、北七里寨村、鹅毛口南街村、鹅毛口北街村、鹅毛口中街村和南七里寨村。